# Herbert Trench
Frederic Herbert Trench est un poète irlandais né le 12 novembre 1865 à Avonmore dans le comté de Cork et décédé le 11 juin 1923 à Boulogne-sur-Mer.
Il a été éduqué à Haileybury (en) et au Keble College à l'université d'Oxford.
Certains de ses poèmes ont été mis en musique par Arnold Bax.

## Publications
- 1901 : (en) Deirdre Wed and Other Poems
- 1907 : (en) New Poems
- 1911 : (en) Lyrics and Narrative Poems
- 1915 : (en) Ode from Italy in Time of War
- 1919 : (en) Napoleon, pièce de théâtre
- 1924 : (en) Poems